# Малыжино (Харьковская область)
Малы́жино (укр. Малижине) — село, Писаревский сельский совет,
Золочевский район, Харьковская область, Украина.
Население по переписи 2001 года составляет 189 (40/149 м/ж) человек.

## Географическое положение
Село Малыжино находится на правом склоне балки Скалозубова на правом берегу реки Мерла, выше по течению в 4-х км расположено село Писаревка, ниже по течению в 2-х км расположено село Мерло (Богодуховский район), на противоположном берегу — село Мерло.
Через село протекает Скалозубов ручей с запрудой.
К селу примыкает небольшой лесной массив (дуб).

## История
- 1708 — первое упоминание[4].

## Экономика
- Свинотоварная ферма.

## Объекты социальной сферы
- Малыжинский психоневрологический женский дом-интернат.

## Достопримечательности
- Остатки усадьбы, основанной в 20-х годах XIX века[5].